# Rosa Berbel
Rosa Berbel (Estepa, Sevilla, 22 de diciembre de 1997) es una poeta española residente en Granada. Es graduada en Literaturas Comparadas y máster en Estudios Literarios y Teatrales por la Universidad de Granada. 

## Trayectoria
Su primer libro, Las niñas siempre dicen la verdad (Hiperión, 2018), fue galardonado con el XXI Premio de Poesía Joven Antonio Carvajal y fue posteriormente merecedor del Premio Andalucía de la Crítica a la mejor Ópera Prima y del premio Ojo Crítico de Poesía 2019 de RNE. Ha publicado Brillantes y caóticas, una selección de sus poemas, en la editorial granadina Sonámbulos (2021). Fue ganadora de la IV Edición del Certamen Ucopoética, convocado por la Universidad de Córdoba.
Ha aparecido en diversas antologías de poesía joven como La pirotecnia peligrosa. 11 poetas sevillanos para el siglo XXI (Ediciones en Huida, 2015), Supernova (Bandaàparte Ediciones, 2016), Algo se ha movido (Esdrújula Ediciones, 2018) o Cuando dejó de llover. Cincuenta poéticas recién cortadas (Sloper, 2021). 
Coordinó junto a Pablo Romero la antología digital de poesía hispano-argentina Orillas y ha colaborado en la selección de la muestra de poesía joven Piel fina (Maremágnum, 2019). Ha prologado la reedición de Poeta en Nueva York de Federico García Lorca (Austral, 2020).
En 2022 publicó su segundo libro, Los planetas fantasma, en la editorial Tusquets.

## Obra

### Poesía
- Las niñas siempre dicen la verdad (Hiperión, 2018). 75 páginas, ISBN 978-84-9002-128-6.
- Los planetas fantasma (Tusquets, 2022). 96 páginas, ISBN 978-84-1107-131-4.

### Inclusión en antologías
- La pirotecnia peligrosa. 11 poetas sevillanos para el siglo XXI (Ediciones en Huida, 2015). 106 páginas, ISBN 978-8494470189.
- Supernova. Poetas finalistas de Ucopoética (Bandaàparte Ediciones, 2016). 48 páginas, ISBN 978-8494408694.
- Algo se ha movido (Esdrújula Ediciones, 2018). 250 páginas, ISBN 978-84-17042-86-8.
- Granada no se calla (Esdrújula Ediciones, 2018). 200 páginas, ISBN 978-8417042882.
- Cuando dejó de llover. Cincuenta poéticas recién cortadas (Sloper, 2021). 160 páginas, ISBN 978-8417200459.
- Árboles Frutales (Editorial Dieciséis, 2021). 230 páginas, ISBN 9788494894084.
- La carne veloz de las flores. 12 poetas hispanoamericanos nacidos entre 1990 y 1999 (Aguacero Ediciones, 2021).